# 오준혁 (연출가)
오준혁은 대한민국의 텔레비전 드라마 감독이다. 

## 드라마
- 2022년 SBS 월화 미니시리즈 《치얼업》 ... 공동연출
- 2023년 SBS 금토 미니시리즈 《7인의 탈출》 ... 공동연출
- 2024년 SBS 금토 미니시리즈 《7인의 부활》 ... 연출